# Пчілка маркет
Пчілка маркет (раніше — Пчёлка маркет) — українська мережа супермаректів, заснована 2015 року. У жовтні 2022 року мережа налічувала 35 магазинів у Києві та Київській області, Чернігові та Житомирі.

## Історія
Перші магазини мережі Пчёлка маркет почали роботу у липні 2015 року. За рік, у липні 2016 року, мережа налічувала 11 магазинів у Києві та Київській області.
У липні 2017 року відкрито перший магазин Пчёлка маркет в Обухові.
У 2018 році мережа Пчёлка маркет почала впроваджувати використання кас самообслуговування. У липні того ж року відрито перший магазин мережі в Ірпені, а у грудні — в Коцюбинському.
У липні 2019 року перший магазин Пчёлка маркет відкрито у Макарові, у листопаді — у Броварах.
У лютому 2020 року відрито перший магазин Пчёлка маркет у Софіївській Борщагівці, травні — у Бучі, у липні — перший магазин мережі у Пущі-Водиці. Того ж місяця мережа відкрила магазин під брендом City market у Гостомелі.
У березні 2021 року мережа почала співпрацю із поштовим оператором Meest, відділення якого почали відкривати у магазинах Пчёлка маркет. у квітні мережа розширила свою діяльність за межі Києва та Київської області, відкривши перший магазин у Чернігові. У серпні сервіс доставки Zakaz.ua розпочав здійснювати доставку продуктів із магазинів Пчёлка маркет. У жовтні того ж року мережа змінила назву із «Пчёлка маркет» на «Пчілка маркет», відкривши перший магазин із такою назвою у Києві на вулиці Олени Пчілки. Того ж року у грудні відкрито перший магазин Пчілка маркет у Житомирі.
У лютому 2022 року мережа відрила перший магазин Пчілка маркет у Білій Церкві, у червні у Боряці, у серпні у селі Гора Київської області.

### Російське вторгнення в Україну
Внаслідок російського вторгнення в Україну, що розпочалося у лютому 2022 року, російськими військами зруйновано та розграбовано сім магазинів мережі — один у житловому комплексі «Континент» у Бучі, три у Ірпені, один зруйнований прямим влучанням російського снаряду у селищі Макарів, один у Пущі-Водиці та у один на околицях Києва в районі Виноградаря. Повідомлялося також про пошкодження магазину у Чернігові.
Збитки від втрати нереалізованого товару у Київській області мережа оцінила у щонайменше 50 млн грн, а збритки від втрати обладнання — у 6 млн доларів США.
У вересні 2022 року було відновлено зруйнований під час окупації магазин Пчілка маркет у Ірпені.